# Philharmonie de Paris
Die Philharmonie de Paris ist der derzeit größte Konzertsaal in Paris für klassische Musik. Das Haus wurde am 14. Januar 2015 als Teil der Cité de la musique des Parc de la Villette im 19. Arrondissement eröffnet. Sie liegt am Pariser Autobahnring im Nordosten der Stadt, nahe der Arbeiter-Vorstadt Pantin (Metro-Station Porte de Pantin). Die Philharmonie de Paris ist der neue Hauptsitz für das Orchestre de Paris und für das Ensemble Intercontemporain.

## Geschichte
Die Pariser Philharmonie ist ein Projekt aus der Amtszeit des Staatspräsidenten Jacques Chirac aus dem Jahr 2006 und wurde entscheidend durch Pierre Boulez vorangetrieben. Damals gaben der Pariser Bürgermeister und der Kulturminister Renaud Donnedieu de Vabres die Pläne bekannt. In einem Architektenwettbewerb setzte sich 2007 der französische Architekt Jean Nouvel durch.
Die Baukosten waren zu Baubeginn auf 200 Millionen Euro beziffert worden, zum Zeitpunkt der Fertigstellung stiegen sie auf rund 380 Millionen Euro. Für die Kostenexplosion wurde der Architekt verantwortlich gemacht, der jedoch jede Verantwortung dafür ablehnt. Die Eröffnung war ursprünglich für 2012 geplant, musste jedoch um mehr als zwei Jahre auf den 14. Januar 2015 verschoben werden. Der Bau wurde in Gegenwart von Staatspräsident François Hollande eröffnet. Der Architekt hingegen hatte sich bereits vorher in einem Zeitungsartikel in der französischen Tageszeitung Le Monde von dem Bau in seiner augenblicklichen Form und dem Zeitpunkt der Eröffnung als zu früh distanziert und nahm nicht an der Feier teil. Zur Eröffnung spielte das Orchestre de Paris unter Leitung von Paavo Järvi. Die Konflikte zwischen Architekt und Bauherr, die im Rahmen mehrerer Gerichtsverfahren ausgetragen werden, dauern bis heute (Stand: Oktober 2019) an.
Die Pariser Bürgermeisterin Anne Hidalgo (PS) verlangte eine hohe Zahl von Rock-, Rap- und Weltmusik-Konzerten, um auch das weniger bourgeoise Publikum anzuziehen. Daher wird es nur 150 Konzerte von klassischen Symphonieorchestern pro Jahr statt der geplanten 270 geben. Die Konzerthalle soll eine Brücke schlagen zwischen dem als elitär angesehenen Paris innerhalb der Ringstraße des Boulevard périphérique und den umgebenden Vorstädten, an deren Nahtstelle sie liegt. Der verantwortliche Leiter der Philharmonie Laurent Bayle möchte dies erreichen, indem er ein Programm bietet, das verschiedene musikalische Genres miteinander verbindet und damit ein neues Bild von klassischer Musik in Frankreich etabliert.

## Architektur
Das Gebäude der Philharmonie ist 52 Meter hoch. Die Außenhaut besteht aus 340.000 stilisierten Vögeln aus Aluminium, deren Form lediglich 7 Mal variiert. Je sieben dieser Formen ergeben wieder ein einheitliches Element. Die einzelnen Formen weisen vier verschiedene Grautöne auf. Der große Konzertsaal der Philharmonie, Grande Salle Pierre Boulez, umfasst 2400 Sitzplätze. Die Bühne ist in der Mitte des Saals angeordnet, die maximale Entfernung zwischen Dirigent und Zuhörer ist mit 32 Metern gemessen an der Kapazität des Saales außerordentlich niedrig. Die Akustik mit einem Nachhall von 2 bis 2,3 Sekunden wurde durch Harold Marshall und Yasuhisa Toyota gestaltet. Das Gebäude verfügt darüber hinaus über einen Konferenzraum, ein Studio, etwa 15 Proberäume, eine Ausstellungsfläche von 800 Quadratmetern und eine Aussichtsterrasse in Höhe von 37 Metern.

## Orgel
Ab 2015 baute die Orgelbaufirma Rieger eine neue Orgel für den großen Saal. Das Instrument wurde 2016 fertiggestellt und hat 91 Register auf vier Manualwerken und Pedal.
| I Grand Orgue C–c4 |       |
| Montre             | 16′   |
| Violon             | 16'   |
| Montre             | 8′    |
| Viole de Gambe     | 8′    |
| Flûte harm.        | 8′    |
| Gemshorn           | 8′    |
| Prestant           | 4′    |
| Salicional         | 4′    |
| Quinte             | 2 ⁄3′ |
| Doublette          | 2′    |
| Grande Fourn. V-VI | 2′    |
| Cymbale IV-V       | 1′    |
| Cornet V           | 8′    |
| Bombarde           | 16′   |
| Trompette          | 8′    |
| Clairon            | 4′    |

| II Positif expressif C–c4 |        |
| Bourdon                   | 16′    |
| Principal                 | 8′     |
| Salicional                | 8′     |
| Flûte harm.               | 8′     |
| Bourdon                   | 8′     |
| Unda maris                | 8′     |
| Prestant                  | 4′     |
| Flûte                     | 4′     |
| Nazard                    | 2 ⁄3′  |
| Doublette                 | 2′     |
| Tierce                    | 1 3⁄5′ |
| Larigot                   | 1 ⁄3′  |
| Septième                  | 1 ⁄7′  |
| Piccolo                   | 1′     |
| Plein Jeu IV              | 1 ⁄3′  |
| Basson                    | 16′    |
| Trompette                 | 8′     |
| Cromorne                  | 8′     |
| Tremblant                 |        |

| III Récit expressif C–c4 |        |
| Quintaton                | 16′    |
| Diapason                 | 8′     |
| Viole de Gambe           | 8′     |
| Flûte harm.              | 8′     |
| Bourdon                  | 8′     |
| Voix céleste             | 8′     |
| Eoline                   | 8′     |
| Viole                    | 4′     |
| Flûte oct.               | 4′     |
| Nazard harm.             | 2 ⁄3′  |
| Octavin                  | 2′     |
| Tierce harm.             | 1 3⁄5′ |
| Fourniture V             | 1′     |
| Bombarde                 | 16′    |
| Trompette                | 8′     |
| Clairon                  | 4′     |
| Hautbois                 | 8′     |
| Voix humaine             | 8′     |
| Trémolo                  |        |

| IV Solo expressif C–c4 |    |
| Principal              | 8′ |
| Flûte harm.            | 8′ |
| Gambe                  | 8′ |
| Voix céleste           | 8′ |
| Principal              | 4′ |
| Flûte                  | 4′ |
| Plein Jeu IV           | 2′ |
| Cor anglais            | 8′ |
| Tuba                   | 8′ |

| Chamade (I, IV, P) C–c4 |       |         |
| Chamade                 | (B/D) | 16′     |
| Chamade                 | (B/D) | 8′      |
| Chamade                 | (B/D) | 4′ / 8′ |

| Résonance (I, IV, P) CC–c4 |        |
| Bourdon                    | 16′    |
| Flûte                      | 8′     |
| Quinte                     | 5 1⁄3′ |
| Flûte ouverte              | 4′     |
| Tierce                     | 3 1⁄5′ |
| Clarinette                 | 8′     |
| Trompette                  | 8′     |
| Clairon                    | 4′     |

| Pedale C–g1 |         |
| Contrebasse | 32′     |
| Soubasse    | 32′     |
| Contrebasse | 16′     |
| Violonbasse | 16′     |
| Montre      | 16′     |
| Violon      | 16′     |
| Bourdon     | 16′     |
| Quinte      | 10 2⁄3′ |
| Principal   | 8′      |
| Flûte       | 8′      |
| Bourdon     | 8′      |
| Tierce      | 6 2⁄5′  |
| Flûte       | 4′      |
| Bombarde    | 32′     |
| Bombarde    | 16′     |
| Trombone    | 16′     |
| Trompette   | 8′      |
| Clairon     | 4′      |
| Clarinette  | 16′     |

## Film
- Die Pariser Philharmonie. Ein Meisterwerk von Jean Nouvel. (OT: La Philharmonie de Paris, un rêve musical.) Dokumentarfilm, Frankreich, 2015, 51:10 Min., Buch und Regie: Thomas Briat, Produktion: Electron Libre Productions, arte France, Erstsendung: 18. Januar 2015 bei arte, u. a. mit Jean Nouvel und Laurent Bayle. (Inhaltsangabe von arte)